# بيل توماس (مصمم أزياء تقليدية)
بيل توماس (بالإنجليزية: Bill Thomas)‏ هو مصمم أزياء تقليدية أمريكي، ولد في 13 أكتوبر 1921 في شيكاغو في الولايات المتحدة، وتوفي في 30 مايو 2000 في بيفرلي هيلز في الولايات المتحدة.

## وصلات خارجية
- بيل توماس على موقع IMDb (الإنجليزية)
- بيل توماس على موقع قاعدة بيانات الفيلم (الإنجليزية)